# 聖家族と幼児洗礼者聖ヨハネ (アンドレア・デル・サルト)
『聖家族と幼児洗礼者聖ヨハネ』 （せいかぞくとようじせんれいしゃせいヨハネ、伊: Sacra Famiglia con san Giovannino、英: The Holy Family with the Young Saint John the Baptistは、イタリア盛期ルネサンスの画家アンドレア・デル・サルトが1530年ごろ、板上に油彩で制作した絵画である。1922年、マリア・デウィット・ジェサップから寄贈され、ニューヨークのメトロポリタン美術館に収蔵された。

## 作品
本作はジョヴァンニ・ボルゲリーニ (Giovanni Borgherini) により委嘱されたが、それはフィレンツェがメディチ家の支配から解放され、共和国として宣言した時代のことであった。フィレンツェの守護聖人である幼い洗礼者ヨハネが宝珠 (地球) をイエス・キリストに渡し、フィレンツェの町の忠誠心の対象がヨハネからイエスへ移行したことを表している。
幼い洗礼者ヨハネが登場していることは、おそらく作品の委嘱者であるジョヴァンニ・ボルゲリーニの名前 (「ジョヴァンニ」はイタリア語で「ヨハネ」) に起因する。画面左側に跪いているヨハネは宝珠をイエスに渡しており、中央で聖母マリアに支えられているイエスは、鑑賞者を凝視し、微笑んでいる。背後の影の中に聖ヨセフがいて、やはり画面の外に視線を送っている。奥には、ヴェネツィア起源の緑色のベルベットの垂れ幕がある。
色彩的豊かさ、色調の多様性により、本作はフィレンツェ盛期ルネサンスの傑作となっている。画面下部、イエスが立っている台の下には白いクッションがあり、それは彼の死に装束であることを示唆している。洗礼者ヨハネの葦の十字架もキリストの殉教を示し、赤い布もまたキリストの将来の「受難」を表している。 照明は、強く一貫性のない方法で用いられ、幼子イエスを包む虹色の布、あるいは聖母マリアの半透明のヴェールに当たる照明とは対照的である。
本作の豊かな色彩と人物のポーズの多様性は、初期マニエリスムの発想源ともなった。洗礼者ヨハネは、人物群の中から抜け出ている。身振りと視線の円形の動きは、レオナルド・ダ・ヴィンチに由来する。堂々たる人物の体躯は、ミケランジェロに触発されている。また、画面に浸透するエロティシズムの微妙なタッチは、作品が個人の注文であることに適合し、そのエロティシズムは、ヨハネの褌から垣間見える股間、あるいは聖母の乳房などのいくつかの細部に見て取れる。